# Hirundo angolensis
Hirundo angolensis là một loài chim trong họ Hirundinidae.